# 552 (číslo)
Pět set padesát dva je přirozené číslo. Následuje po čísle pět set padesát jedna a předchází číslu pět set padesát tři. Římskými číslicemi se zapisuje DLII a řeckými číslicemi φνβ.

## Matematika
552 je:
- Abundantní číslo
- Složené číslo
- Nešťastné číslo

## Astronomie
- (552) Sigelinde je planetka hlavního pásu, kterou objevil v roce 1904 Max Wolf

## Roky
- 552
- 552 př. n. l.